# Повітряна війна
Повітряна війна — використання військових літаків та інших літаючих машин у військових цілях. Повітряна війна охоплює бомбардувальники, що атакують скупчення ворога або стратегічні об'єкти; винищувальну авіацію яка змагається за контроль повітряного простору; ударні літаки які задіяні у авіаційній підтримці проти наземних цілей; морську авіацію яка літає над морями та біля узбережжя; планери, гелікоптери та інші літаки, що перевозять повітряно-десантні війська, наприклад парашутистів; танкери дозаправлення у повітрі для збільшення оперативної зони та часу; та військові транспортні літаки для перевезення вантажів та персоналу. Раніше військові повітряні засоби також стосувалися легших за повітря аеростатів для коригування артилерії; легших за повітря дирижаблів для бомбардування міст; різних видів розвідувальних, спостережних та літаків раннього попередження для перевезення спостерігачів, камер та радіолокаційного обладнання; торпедних бомбардувальників для атак по ворожих кораблях; та військових пошуково-рятувальних літаків для порятунку збитих повітряних службовців. Сучасна повітряна війна передбачає ракетні та безпілотні літальні апарати. Наземні сили зазвичай відповідають на ворожу повітряну активність протиповітряними засобами.

## Історія
Історія повітряної війни розпочалась у стародавні часи із використання літавців із людиною на борту в Китаї. У III столітті вона розвинулась у війну повітряних куль. 1911 року для військових цілей почали використовувати аероплани, початково для розвідки, але потім і для ведення повітряного бою для збиття розвідувальних літаків. Під час Другої світової війни розпочалось масове використання літаків для стратегічних бомбардувань. Крім того, Третій Рейх у роки Другої світової війни також розробив багато ракет та точних систем боєприпасів, у тому числі: перші крилаті ракети, перші балістичні ракети малої дальності, перші керовані ракети земля-повітря та перші протикорабельні ракети. Балістичні ракети почали відігравати ключову роль у роки холодної війни, оскільки були оснащені ядерними боєголовками і складовані тодішніми наддержавами (США та СРСР) для стримування одне одного від їх застосування. Перше військове використання супутників в 1950-і роки, було для розвідки і їх використання розвинулося до загальносвітових комунікаційних та інформаційних систем, які підтримують глобально розподілених військових користувачів розвідувальними даними з орбіти.

## Повітряна розвідка
Повітряна розвідка це рекогностування для військових або стратегічних цілей, що проводиться з використанням розвідувальних літаків. Ця діяльність може виконуватись з різною метою, в тому числі: збір видової інформації, спостереження ворожих маневрів і коригування артилерії.

## Повітряне бойове маневрування
Повітряне бойове маневрування (також відоме як ПБМ або Повітряний бій) це тактичне мистецтво переміщення, повороту та розміщення бойового літака задля набуття позиції, з якої можна здійснити атаку іншого літака. Щоб отримати перевагу над повітряним противником, воно спирається на наступальне та оборонне основне маневрування винищувачів (ОМВ).

## Повітряно-десантні війська
Повітряно-десантні війська це військові підрозділи, зазвичай легка піхота, що призначена для перевезення літаками та «скидання» до битви, зазвичай за допомогою парашутів. Таким чином, вони можуть бути розміщені в тилу противника, а також мають можливість розгорнутися практично в будь-якому місці з невеликим розголосом. Формації обмежені тільки кількістю і розмірами своїх літаків, так що при наявності достатньої їх кількості протягом хвилин "нізвідки" може з'явитися величезна сила. Це називається вертикальне охоплення.
І навпаки, повітряно-десантним військам, як правило, не вистачає витратних матеріалів та обладнання для тривалих бойових дій, і тому вони більше підходять для проведення операцій з захоплення плацдармів, ніж тривалих зіткнень; крім того, парашутні операції особливо чутливі до несприятливих погодних умов. Розвиток гелікоптерної техніки від часів Другої світової війни привніс підвищену гнучкість в межах повітряно-десантних операцій, та повітряний штурм значною мірою замінив собою великомасштабні парашутні операції та (майже) повністю замістив використання бойових планерів.

## Авіаційний удар
Авіаційний удар або повітряний удар це наступальна операція, яку виконують штурмові літаки. Повітряних ударів зазвичай завдають літаки, такі як винищувачі, бомбардувальники, штурмовики та ударні гелікоптери. Офіційне визначення охоплює всі види цілей, в тому числі повітряних, але в поширеному використанні термін зазвичай, звужується до тактичної (обмеженої) атаки по наземних або морських цілях. Зброя, що використовуються в авіаударі може змінюватися від кулеметних куль та ракет до різних типів бомб. Крім того, зазвичай згадується як повітряний наліт.
У безпосередній авіаційній підтримці повітряні удари зазвичай контролюються за допомогою тренованих спостерігачів для координації із дружніми сухопутними силами у манері успадкованій від артилерійської тактики.

## Стратегічне бомбардування
Стратегічне бомбардування це військова стратегія, що використовується у тотальній війні з метою розгрому противника, знищуючи їх моральний дух або їх економічну спроможність виробляти і транспортувати матеріальне забезпечення до театрів військових операцій, або усе одразу. Це систематично організована і виконувана атака з повітря, яка проводиться з метою знищення об'єктів, що вважаються життєво важливими для здатності противника вести війну у якій можуть застосовуватись стратегічні бомбардувальники, ракети дальнього або середнього радіуса дії, або оснащені ядерними боєприпасами винищувачі-бомбардувальники.

## Протиповітряна оборона
Протиповітряна оборона або протиповітряна війна визначається НАТО як "всі заходи, спрямовані на зведення нанівець або зниження ефективності ворожих повітряних дій." Вони охоплюють наземні та повітряні системи озброєння, пов'язані сенсорні системи, командування і керування та пасивні заходи (наприклад, загороджувальні аеростати). Їх може бути використано для захисту військово-морських, наземних і повітряних сил в будь-якому місці розташування. Проте, для більшості країн основні зусилля, як правило, спрямовані на «захист батьківщини» (англ. homeland defence). НАТО визначає повітряну протиповітряну оборону як авіаційну ППО (англ. counter-air) та протиповітряну оборону ВМС, як протиповітряну оборону (англ. anti-aircraft warfare). Протиракетна оборона є продовженням ППО, як ініціативи по адаптації ППО до задачі перехоплення будь-якого снаряду під час польоту.

## Ракетна зброя
У сучасному використанні, ракета являє собою самохідну систему високоточного озброєння, на відміну від некерованих самохідних боєприпасів, що відноситься до ракет (хоча вони також можуть бути керованими). Ракети мають чотири компоненти системи: прицілювання та/або систему наведення, систему керування, двигун та боєголовку. Ракети розрізняють за типами відповідно до їх призначення: поверхня - поверхня та повітря - поверхня (балістичні, крилаті, протикорабельні, протитанкові, і т.д.), ракети поверхня - повітря (та протибалістичні), ракети повітря - повітря та протисупутникова зброя. Усі відомі типи ракет використовують принцип рушія на основі хімічної реакції в середині ракетного двигуна, реактивного двигуна, або двигунів інших типів. Несамохідний повітряний вибуховий пристрій в основному стосується снарядів та зазвичай має меншу за ракети дальність.

## БПЛА
Поява безпілотних літальних апаратів призвела до революції у повітряній війні та спонукала низку країн до розробки та/або закупівель парку подібних машин. Кілька контрольних показників вже мали місце, в тому числі повітряні бої БПЛА-винищувачів, спроби протиповітряної оборони за допомогою БПЛА, заміна оперативних авіаційних підрозділів, контроль БПЛА кваліфікованими операторами, що мають 'бойовий статус', керування БПЛА з іншого кінця світу, придушення та/або злам систем керування БПЛА під час польоту, як і пропозиції передати контроль ведення вогню inexyjve syntktrne англ. AI на борту БПЛА. БПЛА дуже швидко еволюціонували від ролі спостереження до бойової.
Збільшувані можливості безпілотних літальних апаратів поставили під сумнів живучість та спроможність пілотованих бойових реактивних літаків.

### Мережа
- "War in the Air" from Oral Histories of the First World War: Veterans 1914–1918 at Library and Archives Canada
- Warplane: Military Aviation: Key Innovations. Thirteen/WNET New York. 2006. Архів оригіналу за 17 листопада 2007. Процитовано 27 листопада 2007.

## Зовнішні посилання
- Middle Eastern Air Power 2009
- Aerial Warfare Quotations
- Jones, Johnny R.: Air power, Air & Space Power Journal
- Historic films showing aerial warfare during World War I at europeanfilmgateway.eu
- Air warfare // «Encyclopaedia Britannica» (англ.)